# Chandler McDaniel
Chandler McDaniel, née le 4 février 1998 à Orange aux États-Unis, est une footballeuse internationale philippine qui joue au poste d'attaquante.

## Biographie
Chandler McDaniel naît à Orange en Californie et grandit à Corona, toujours en Californie. Elle fréquente la Norco High School. Sa mère, Lindy, est une Philippine qui a des racines à La Pampangue et Davao, tandis que son père, Clint, est entraîneur de football.
À l'université, McDaniel joue pour les Virginia Tech Hokies, puis pour les Milwaukee Panthers. Elle est fréquente Virginia Tech en 2016, jouant pour les Hokies jusqu'à sa deuxième année en 2017. Elle fréquente ensuite à l'Université du Wisconsin à Milwaukee, jouant 37 rencontres et inscrivant deux buts pour les Milwaukee Panthers lors de ses années junior et senior.

### En sélection
La première sélection de McDaniel pour l'équipe des Philippines a lieu pendant les éliminatoires de la Coupe d'Asie 2022, lors de la victoire 2-1 des Philippines sur le Népal le 18 septembre 2021. McDaniel donne la passe décisive qui contribue aux buts de ses coéquipières Tahnai Annis et Camille Wilson qui donne l'avance d'un but du Népal dans les dernières minutes du match. Elle inscrit son premier but lors de la victoire 2-1 des Philippines contre Hong Kong le 24 septembre 2021 qui assure la qualification de son pays pour la Coupe d'Asie. 
Elle fait partie de l'équipe des Philippines qui participe à la Coupe d'Asie 2022 en Inde. La joueuse est incluse dans l'équipe qui dispute le match historique des quarts de finale contre Taipei chinois, qui se solde par une séance de tirs au but après un match nul 1-1. L‘équipe termine sa campagne par une défaite 0-2 contre la Corée du Sud en demi-finale. En conséquence, les Philippines sont qualifiées pour la première fois de leur histoire pour une Coupe du monde.

## Statistiques
| #  | Date              | Venue                               | Opposition | Score | Résultat | Compétition                           |
| -- | ----------------- | ----------------------------------- | ---------- | ----- | -------- | ------------------------------------- |
| 1. | 24 septembre 2021 | JAR Stadium, Tachkent, Ouzbékistan  | Hong Kong  | 2–1   | 2–1      | Éliminatoires de la Coupe d'Asie 2022 |
| 2. | 21 janvier 2022   | DY Patil Stadium, Navi Mumbai, Inde | Thaïlande  | 1–0   | 1–0      | Coupe d'Asie 2022                     |

## Vie privée
La sœur de Chandler McDaniel, Olivia, est également footballeuse internationale philippine, tandis que son frère Griffin fait partie du club philippin de Stallion Laguna depuis 2020.